# Óscar de Paula
Óscar de Paula, né le 31 mai 1975 à Durango en Espagne, est un footballeur espagnol évoluant au poste d'attaquant des années 1990 aux années 2010. Il devient par la suite entraîneur.

## Biographie
Óscar de Paula évolue pendant 11 saisons avec la Real Sociedad. Il dispute avec cette équipe 273 matchs en première division espagnole, inscrivant 57 buts. Il participe également à la Ligue des champions (cinq matchs, un but), et à la Coupe de l'UEFA (six matchs, un but).